# Watergriel
De watergriel (Burhinus vermiculatus) is een vogel uit de familie van grielen (Burhinidae).

## Verspreiding en leefgebied
Deze soort komt voor in het zuidoosten en zuidelijk centraal Afrika en telt twee ondersoorten:
- B. v. buettikoferi: van Liberia tot Gabon.
- B. v. vermiculatus: van Congo-Kinshasa tot Somalië en Zuid-Afrika.